# Municipio de Pocono
El municipio de Pocono  (en inglés: Pocono Township) es un municipio ubicado en el condado de Monroe en el estado estadounidense de Pensilvania. En el año 2000 tenía una población de 9.607 habitantes y una densidad poblacional de 108,4 personas por km².

## Geografía
El municipio de Pocono se encuentra ubicado en las coordenadas 41°04′00″N 75°14′29″O / 41.06667, -75.24139.

## Demografía
Según la Oficina del Censo en 2000 los ingresos medios por hogar en la localidad eran de $46 107 y los ingresos medios por familia eran $51 018. Los hombres tenían unos ingresos medios de $40,990 frente a los $25,596 para las mujeres. La renta per cápita para la localidad era de $21 452. Alrededor del 6,0% de la población estaban por debajo del umbral de pobreza.